# Exodus (groupe)
Pour les articles homonymes, voir Exodus.
Exodus est un groupe de thrash metal américain, originaire de Richmond, en Californie. Fondé en 1981, le groupe est initialement composé de Kirk Hammett, Tom Hunting, Paul Baloff et Gary Holt.
Depuis sa formation, Exodus recense un total de onze albums studio, deux albums live, et deux compilations. Le groupe est considéré, avec Testament, Metallica et le guitariste Kirk Hammett qui a fondé Exodus, comme un pionnier de la scène Bay Area thrash metal,, et recense plus de 5 millions d'albums vendus à travers le monde, en 2013. Exodus est particulièrement félicité pour la sortie de ses trois premiers albums studio ― Bonded by Blood, Pleasures of the Flesh, et Fabulous Disaster.

## Biographie

### Formation et débuts (1980-1983)
En 1980, les guitaristes Kirk Hammett et Tim Agnello, le batteur Tom Hunting et le bassiste Carlton Melson forment le line-up initial d'Exodus. Hammett nomme le groupe d'après l'ouvrage éponyme de Leon Uris. Le bassiste Melson est par la suite remplacé par Geoff Andrews et le chanteur Keith Stewart,. Avant cela, Agnello quitte sa carrière de musicien et se voit remplacé par le technicien guitariste de Hammett, Gary Holt. En 1983, Hammett quitte le groupe pour rejoindre Metallica et est remplacé par Rick Hunolt ; Rob McKillop est recruté comme bassiste.

### Bonded By Bloodet popularisation (1984-1991)

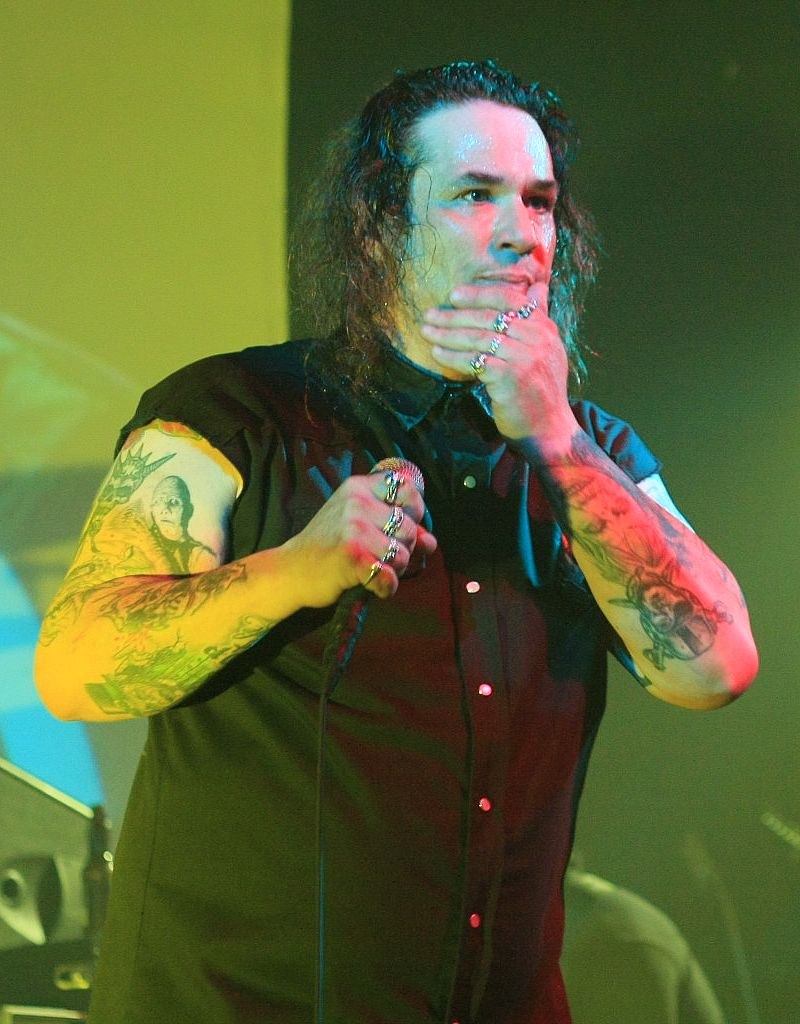
Le chanteur Steve Zetro Souza, remplaçant de Paul Baloff, est membre d'Exodus entre 1986 et 1993, et une nouvelle fois entre 2002 et 2004. Il rejoint le groupe en 2014.

Le groupe fait paraître son premier album Bonded by Blood à l'été 1984. L'étudiant en ingénierie sonore Mark Whitaker en est le producteur. Des photos de concerts d'Exodus au Eastern Front Metal Festival d'Aquatic Park (avec Slayer, Suicidal Tendencies), et au Ruthie's Inn (avec Megadeth et Slayer) sont incluses dans l'album. À l'origine intitulé A Lesson in Violence, l'album n'est commercialisé qu'à partir d'avril 1985. Bien que Bonded By Blood soit considéré par les fans comme un album très influent de la scène thrash metal, la presse spécialisée tient à dire qu'il aurait eu plus d'impact s'il avait été commercialisé bien avant. Eduardo Rivadavia d'AllMusic explique que « s'il avait été immédiatement commercialisé après son enregistrement en 1984, Bonded by Blood serait considéré aujourd'hui, d'une manière similaire à Kill 'Em All de Metallica, comme l'un des albums incontestablement responsables du lancement de la vague thrash metal. » Peu avant la tournée promotionnelle pour Bonded by Blood, Paul Baloff est renvoyé du groupe et remplacé par Steve « Zetro » Souza, ancien chanteur du groupe local Legacy (qui deviendra plus tard Testament). Baloff fonde de son côté le groupe Piranha.
Le line-up d'Exodus reste stable pour l'enregistrement des albums suivants, et le succès underground obtenu grâce à Bonded by Blood mène à la signature du groupe avec le label Sony/Combat Records, qui distribuera leur deuxième album Pleasures of the Flesh en 1987. Fabulous Disaster, le troisième album du groupe, est commercialisé en 1989. Un clip vidéo du titre The Toxic Waltz est régulièrement diffusé au Headbangers Ball sur MTV. Lors de la promotion de Fabulous Disaster, Exodus participe au Headbangers Ball Tour aux côtés d'Anthrax et Helloween, lui permettant d'élargir son public. Après le succès de Fabulous Disaster, Exodus signe avec Capitol Records au début de 1990, qui distribuera leur quatrième album, Impact is Imminent plus tard la même année. Avant l'enregistrement de l'album, Tom Hunting est remplacé à la batterie par John Tempesta. En 1991, le groupe fait paraître son premier album live, Good Friendly Violent Fun, enregistré lors de leur tournée de 1989.

### DeForce of HabitàTempo of the Damned(1991-2004)

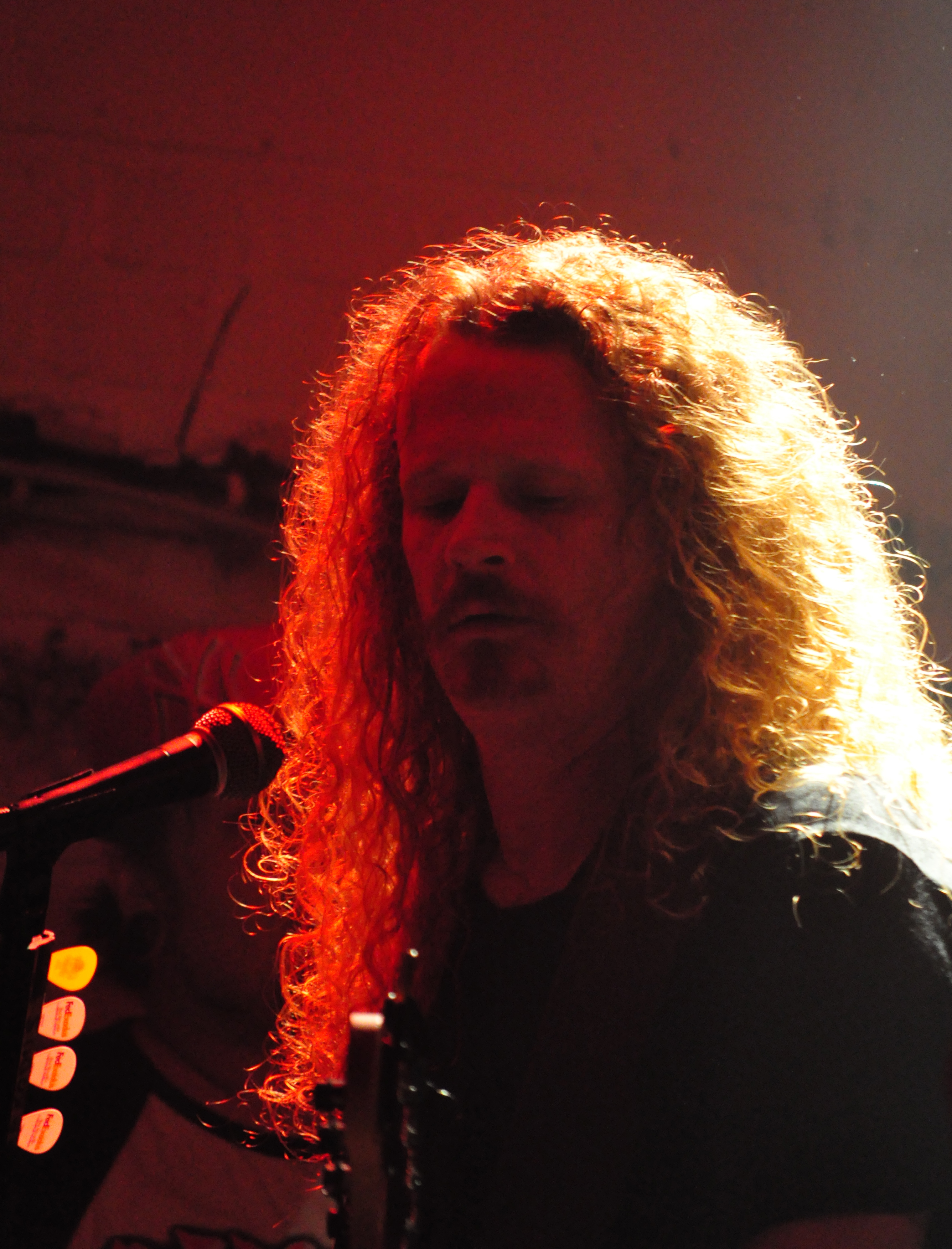
Le bassiste Jack Gibson se joint à Exodus en 1997.

Après la parution de Good Friendly Violent Fun, le groupe participe sporadiquement aux tournées. Le bassiste McKillop est remplacé par Michael Butler avant l'enregistrement de Force of Habit en 1992. Cet album marque un certain changement de direction musicale du groupe.
Pendant la tournée le groupe fera appel à Chris Kontos à la batterie pour deux concerts en Argentine en avril 1993, et à Gannon Hall pour le mois de mai au Japon.
Après la tournée promotionnelle de Force of Habit, des divergences mènent à la dissolution du groupe.
Cependant, à peine après une année d'inactivité, Holt et Hunolt se réunissent avec le chanteur Paul Baloff, le batteur Tom Hunting, et le nouveau bassiste du groupe Jack Gibson. Ils font paraître l'album live Another Lesson in Violence en 1997. Cependant, le groupe se sépare de nouveau l'année d'après, en partie à cause du refus promotionnel de Century Media.
En 2001, Exodus se reforme de nouveau, afin de jouer au concert Thrash of the Titans. Des discussions sont, à cette période, en cours pour l'enregistrement d'un nouvel album, et le groupe continue à jouer dans et aux alentours de la Baie de San Francisco. Cependant, en février 2002, Paul Baloff succombe d'un accident vasculaire cérébral. L'ancien chanteur Steve Souza revient pour finir le reste de leur tournée. Après le décès de Baloff, le guitariste Gary Holt semblait déterminé à enregistrer un nouvel album. Par la suite, Tempo of the Damned est commercialisé en 2004 et distribué par le label Nuclear Blast Records.

### Changements et nouveaux albums (2005-2010)

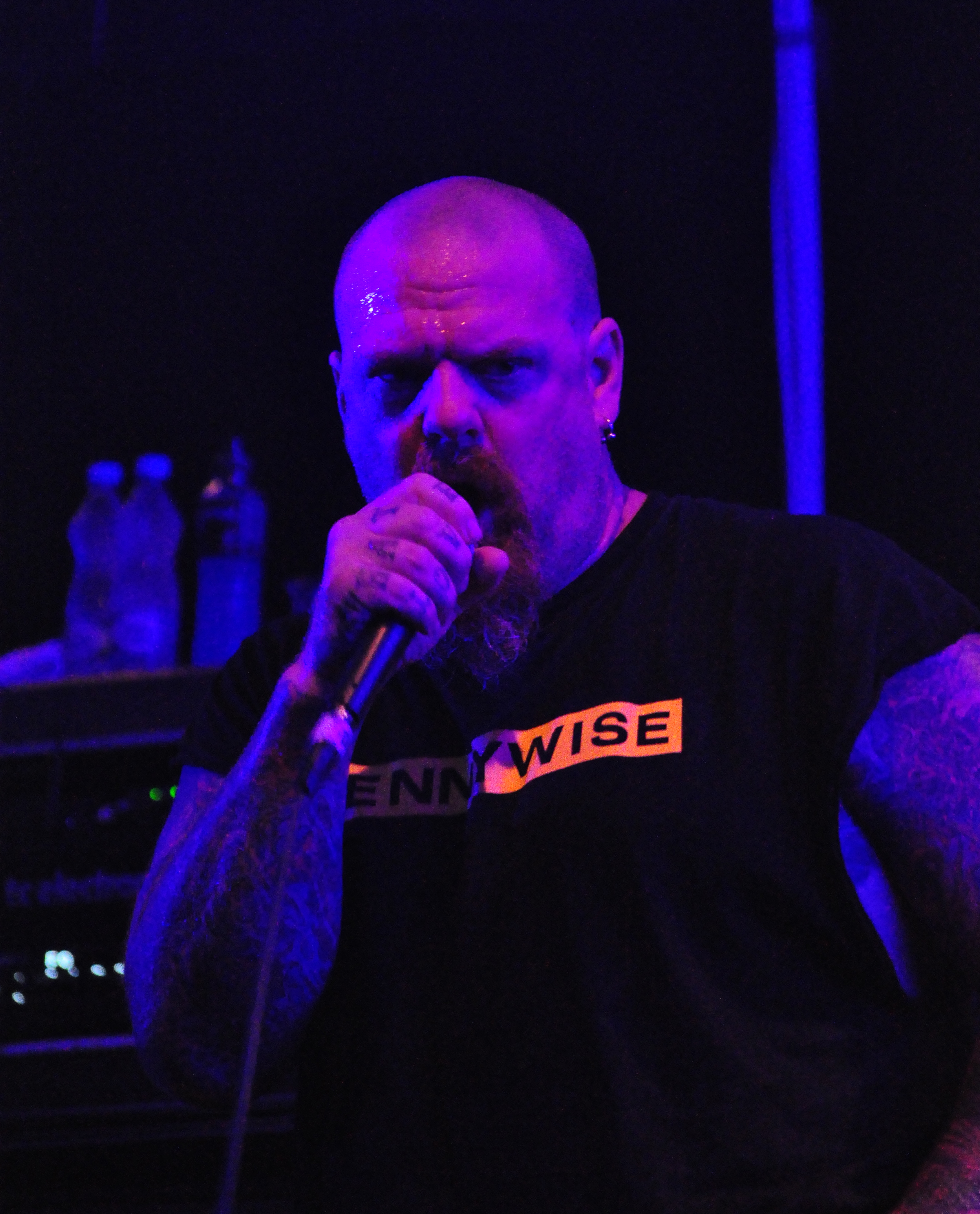
Le chanteur Rob Dukes est l'un des trois nouveaux membres à rejoindre Exodus en 2005. Il fait partie du groupe jusqu'en 2014.

Steve Souza quitte le groupe à cause de divergences personnelles en 2004. Gary Holt diffuse alors un communiqué critiquant violemment Souza, expliquant son départ une journée avant leur tournée à Mexico. Il est initialement remplacé par Steev Esquivel (ancien membre de Defiance et Skinlab). Le groupe trouve enfin un remplaçant permanent, Rob Dukes.
En 2005, Rick Hunolt est renvoyé pour cause de toxicomanie. Il est remplacé par le guitariste de Heathen Lee Altus. Tom Hunting quitte également le groupe à la suite de problèmes nerveux similaires à ceux qui menèrent son départ temporaire en 1989. Hunting est remplacé par Paul Bostaph, ancien membre de Slayer et de  Testament. Ce line-up fait paraître l'album Shovel Headed Kill Machine en 2005. La tournée de l'album mène à une longue tournée en Amérique, en Europe, au Japon, et en Australie. Tom Hunting revient dans le groupe en mars 2007 le temps de faire paraître leur huitième album The Atrocity Exhibition... Exhibit A. Ils jouent au festival Wacken Open Air durant l'été 2008. En avril 2009, Exodus participe à une tournée américaine aux côtés de Kreator, Belphegor, Warbringer, et Epicurean. Exodus participe à une autre tournée aux côtés d'Arch Enemy, Arsis, et Mutiny Within.
Exodus fait paraître un réenregistrement de leur premier album Bonded by Blood, intitulé Let There Be Blood. Gary Holt explique cette décision  : « Après quelques années de discussions, nous avons finalement achevé la réédition Bonded By Blood. »
L'album Exhibit B: The Human Condition est enregistré en Californie du Nord aux côtés du producteur britannique Andy Sneap (Megadeth, Arch Enemy, Kreator) et est distribué au label Nuclear Blast Records en mai 2010. En janvier 2010, Exodus participe à la tournée pour les 20 ans de l'album Rust in Peace de Megadeth, avec Testament. Exodus part en tournée aux côtés de Kreator, Suicidal Angels et Death Angel au Thrashfest à la fin de 2010.

### Blood In, Blood Out(depuis 2011)
Exodus part avec Rob Zombie et Slayer en 2011 pour leur tournée Hell on Earth. Slayer recrute Gary Holt, pendant leur tournée, tandis que Hanneman tente de se remettre d'une fasciite nécrosante causée par une morsure d'araignée. Holt remplace une nouvelle fois Hanneman à leur tournée suivante en 2012. Lors de la tournée d'Exodus en été 2012, le guitariste Rick Hunolt (qui quitte le groupe en 2005) remplace Holt. À l'été 2012, Exodus entame l'enregistrement de son dixième album,,.
Le 8 juin 2014, Exodus annonce le retour de son ancien chanteur Steve « Zetro » Souza,. Blood In, Blood Out est positivement accueilli par la presse spécialisée, et atteint la 38e place du Billboard 200.

### Persona Non Grata(Depuis 2021)
Le 17 septembre 2021 sort un clip vidéo du titre Clickbait, qui figure sur le nouvel album du groupe, intitulé Persona Non Grata. Ce dernier paraît le 19 novembre 2021. Publié chez Nuclear Blast, il comporte douze titres pour une durée totale d'une heure.

## Membres

### Membres actuels
- Tom Hunting – batterie (1980–1989, 1997–1998, 2001–2005, depuis 2007)
- Gary Holt – guitare (1981–1993, 1997–1998, depuis 2001)
- Jack Gibson – basse 1997–1998, depuis 2001)
- Rob Dukes – chant (2005–2014, depuis 2025)
- Lee Altus – guitare (depuis 2005)

### Anciens membres
- Carlton Melson – basse (1980)
- Tim Agnello – guitare(1980–1981)
- Keith Stewart – chant (1980–1982)
- Geoff Andrews – basse (1980–1983)
- Kirk Hammett – guitare (1980–1983)
- Paul Baloff – chant (1982–1986, 1997–1998, 2001–2002 ; décédé en 2002)
- Mike Maung – guitare (1983)
- Evan McCaskey – guitare (1983 ; décédé en 1989)
- Rob McKillop – basse (1983–1991)
- Rick Hunolt – guitare (1983–1993, 1997–1998, 2001–2005, 2012)
- Steve Souza – chant (1986–1993, 2002–2004, 2014-2025)
- John Tempesta – batterie (1989–1993)
- Michael Butler – basse (1991–1993)
- Paul Bostaph – batterie (2005–2007)

### Membres de tournée
- Perry Strickland – batterie (1989)
- Gannon Hall – batterie (1993)
- Chris Kontos – batterie (1993)
- Steev Esquivel – chant (2004)
- Matt Harvey – chant (2004)
- Nicholas Barker – batterie (2009)
- Rick Hunolt – guitare (2012–2013)
- Kragen Lum – guitare (2013)

## Discographie

### Albums studio
- 1985 : Bonded by Blood
- 1987 : Pleasures of the Flesh
- 1989 : Fabulous Disaster
- 1990 : Impact is Imminent
- 1992 : Force of Habit
- 2004 : Tempo of the Damned
- 2005 : Shovel Headed Kill Machine
- 2007 : Atrocity Exhibition: Exhibit A
- 2010 : Exhibit B: The Human Condition
- 2014 : Blood In, Blood Out
- 2021 : Persona Non Grata

### Compilations
- 1992 : Lessons in Violence
- 2008 : Let There Be Blood

### Albums en public
- 1991 : Good Friendly Violent Fun
- 1997 : Another Lesson in Violence
- 2024 : British Disaster! The Battle of '89: Live at the Astoria

### DVD
- 2005 : Live at the DNA, live
- 2007 : Double Live Dynamo!, live
- 2010 : Shovel Headed Tour Machine, live